# نشوة الطرب
نشوة الطرب (وتعني سوف يرفعون إلى مكان آخر) هو حدث يؤمن به بعض المسيحيون، خصوصًا الإنجيليون الأمريكيون، يتألف من حدث في آخر الزمان عندما يرفعوا المسيحيون المؤمنون إلى السماء ليروا الرب يسوع المسيح. يمتد أصل المصطلح من رسالة بولس الطرسوسي إلى أهل تسالونيكي في الكتاب المقدس، حيث يستخدم الكلمة اليونانية هاربازو (بالإغريقية: ἁρπάζω) التي تعني "سيرفعون"، وتفسر ان المؤمنون بيسوع المسيح سيذهبون من الإرض للسماء.
فكرة نشوة الطرب كما هي معرّفة حاليًا غير موجودة في المسيحية التاريخية، وهي عقيدة حديثة نسبيًا. يستخدم المصطلح بشكل متكرر بين علماء اللاهوت الأصوليين في الولايات المتحدة. تم استعمال نشوة الطرب أيضًا من أجل الاتحاد الصوفي مع الله أو من أجل الحياة الأبدية في الجنة.
يُشار إلى وجهة النظر هذه في علم الأمور الأخيرة باسم التدبيرية القبألفية، وهو أيضاً عن علم الآخرات.
توجد وجهات نظر مختلفة حول التوقيت الدقيق للنشوة الطرب وما إذا كانت عودة المسيح ستحدث في حدث واحد أو حدثين. ما قبل الكسب يتكلم نشوة الطرب عن المجيء الثاني ليسوع المسيح المذكور في إنجيل متى، الرسالة الثانية إلى أهل تسالونيكي ، والرؤيا. يرى هذا الرأي أن نشوة الطرب سوف يسبق المحنة التي دامت سبع سنوات ، والتي ستبلغ ذروتها في المجيء الثاني للمسيح ويتبعها ملكوت مسياني لمدة ألف عام.
انبثقت هذه النظرية من ترجمات الكتاب المقدس التي ترجمها جون نيلسون داربي في عام 1833. إن مبدأ ما قبل القبيلة هو الرأي الأكثر انتشارًا بين المسيحيين الذين يؤمنون أن نشوة الطرب سيأتي يوم من الأيام، على الرغم من أن هذا الرأي محل نزاع داخل الإنجيلية.  يؤكد البعض على أنها نشوة ما بعد الضيقة.

## وصلات خارجية
- نشوة الطرب على موقع الموسوعة البريطانية (الإنجليزية)